# Unyad
Unyad (1891-ig Unyatin, szlovákul: Uňatín) község Szlovákiában, a Besztercebányai kerületben, a Korponai járásban.

## Fekvése
Korponától 9 km-re délre, a Bozók-patak völgyében fekszik.

## Története
A régészeti leletek tanúsága szerint területén a történelem előtti időben a puhói kultúra magaslati települése állt.
Unyadot 1311-ben "Wneten" alakban említik először. 1312-ben "Wnecen", 1512-ben "Wnathyn" alakban szerepel a korabeli forrásokban. A falut a Hont nemzetség alapította, később a bozóki prépostság birtokolta. 1526 után a Balassa, majd a Fánchy családé. 1715-ben 3 kúriája és 21 háztartása volt. 1828-ban 51 házában 305 lakos élt, akik mezőgazdasággal, szőlőtermesztéssel foglalkoztak. 1830-ban az egész  falu leégett.
Vályi András szerint "UNYATIN. Tót falu Hont Várm. földes Ura a’ Tudományi Kintstár, lakosai többfélék, fekszik Bozókhoz nem meszsze, mellynek filiája; földgye középszerű."
Fényes Elek szerint "Unyatin, Honth m. tót falu, Bozókhoz 1 mfd., 322 kath., 1 evang. lak. F. u. a bozóki uradalom. Ut. p. Selmecz."
Hont vármegye monográfiája szerint "Unyad, a bozóki patak mellett fekvő tót kisközség, 50 házzal és 315 róm. kath. vallású lakossal; vasúti állomása és postája Bozók, távirója Németi. A község a bozóki uradalom tartozéka volt, annak sorsában osztozott; földesurai előbb a Huntok, majd a prémontreiek voltak, kiktől Balassa Zsigmond elhódította; a XVI. század derekán a Fánchy család szerezte meg, a következő században pedig az egyház támasztott érte hosszú pört, míg végül az esztergomi papnevelő uradalmihoz csatolták. A falubeli kápolna 1873-ban épült. Unyad határához tartoznak a Magospart és Szedlicsnó-puszták."
A trianoni békeszerződésig Hont vármegye Korponai járásához tartozott.
A háború után lakói a mezőgazdaság mellett főként faáru készítéssel, kosárfonással, csipkeveréssel foglalkoztak. 1927-ben tűzvész pusztított.

## Népessége
| Év:            | 1994. | 2004.   | 2014.   | 2024.   |
| -------------- | ----- | ------- | ------- | ------- |
| Emberek száma: | 214   | 196     | 184     | 175     |
| Eltérés:       |       | -8,41 % | -6,12 % | -4,89 % |

| Év:            | 2023. | 2024.   |
| -------------- | ----- | ------- |
| Emberek száma: | 180   | 175     |
| Eltérés:       |       | -2,77 % |

1910-ben 317, túlnyomórészt szlovák lakosa volt.
2001-ben 194 lakosából 191 szlovák volt.
2011-ben 184 lakosából 178 szlovák.
2021-ben 177 lakosából 168 szlovák, 4 (+1) egyéb és 5 ismeretlen nemzetiségű volt.

## Nevezetességei
- Krisztus Király tiszteletére szentelt, római katolikus temploma 1957-ben épült a korábbi, 1873-ban épített Szent Ignác kápolna helyén.
- A falu csipkeveréséről is híres.

## Külső hivatkozások
- Községinfó
- Unyad Szlovákia térképén
- Regionhont.sk
- E-obce.sk Archiválva 2010. március 12-i dátummal a Wayback Machine-ben